# میشال دوریزا
میشال دوریزا (یونانی: Μιχάλης Δώριζας؛ ۱۶ آوریل ۱۸۸۶ – October 21, 1957 (aged 71)) ورزشکار دو و میدانی اهل یونان بود.
از باشگاه‌هایی که در آن بازی کرده‌است می‌توان به دانشگاه پنسیلوانیا اشاره کرد.
وی در مسابقات کشوری و بین‌المللی در مجموع برندهٔ ۱ مدال نقره شده‌است.